# Schistostege knupfferi
Schistostege knupfferi là một loài bướm đêm trong họ Geometridae.